# Hans Glissmann
Hans Glissmann (* 16. Oktober 1894 in Hamburg; † 27. November 1956 in London) war ein deutscher Bildhauer.

## Leben
Glissmann studierte an der Kunst- und Gewerbeschule Hamburg bei Johann Michael Bossard. Sein Lehrer richtete ihm 1921 ein Meisteratelier ein. Anschließend arbeitete er auf eigene Rechnung und nahm in den 1920er Jahren an den Hamburger Künstlerfesten teil, so 1924 als verkleideter „Stadtsteinklopfer-Plastinator“.
Im Jahr 1924 heiratete Glissmann die Künstlerin Anni Jacoby, mit der er in Groß Borstel wohnte und ein gemeinsames Atelier unterhielt. Zusammen mit Adolf Wilhelm Bauche hatte er ein Atelier in der Hamburger Güntherstraße, das 1932 in das Ohlendorff-Haus umzog. Von 1933 bis 1938 reiste Glissmann nach Italien, Holland und in die Schweiz. Da er eine Frau jüdischen Glaubens geheiratet hatte, wurde er ab dem Jahr 1933 boykottiert und wurde 1938, da er einer Scheidung widersprochen hatte, mit einem Berufsverbot belegt.
Glissmanns Ehefrau emigrierte über Holland nach Edinburgh, wohin er 1939 ebenfalls zog. Im Jahr 1940 verlegte das Ehepaar seinen Wohnsitz nach London und erhielt dort 1942 eine Arbeitserlaubnis. Als Bildhauer trat er jedoch nicht mehr in Erscheinung. Er arbeitete als Dekorateur für das Kaufhaus Harrods, wusch Autos und übernahm Hilfstätigkeiten.

## Werke
In den 1920er und zu Beginn der 1930er Jahre gehörte Glissmann zu den wichtigsten Bildhauern Hamburgs. Seine Werke existieren heute größtenteils nicht mehr. Im Auftrag von Juden gestaltete er viele Porträt-Plastiken, die heute nicht mehr vorhanden sind. Außerdem schuf er Bauplastiken für Hamburger Gebäude, die ihm jedoch nicht zweifelsfrei zugeordnet werden können.
Glissmann arbeitete für alle renommierten Hamburger Architekten, so Fritz Schumacher, Fritz Höger, Walter Hinsch oder Ernst Hochfeld und gestaltete öffentliche Bauwerke und Hochhäuser mit. Heute existiert noch das von ihm geschaffene, einfach konzipierte Relief Madonna mit Kind. Bei dieser vor 1925 erstellten Bronzefigur, die sich in der Hamburger Kunsthalle befindet, ist zu sehen, dass Glissmann formal im Stil seines Lehrers Bossard und von Karl Opfermann arbeitete.